# Nathan Wright (juge)
Pour les articles homonymes, voir Wright.

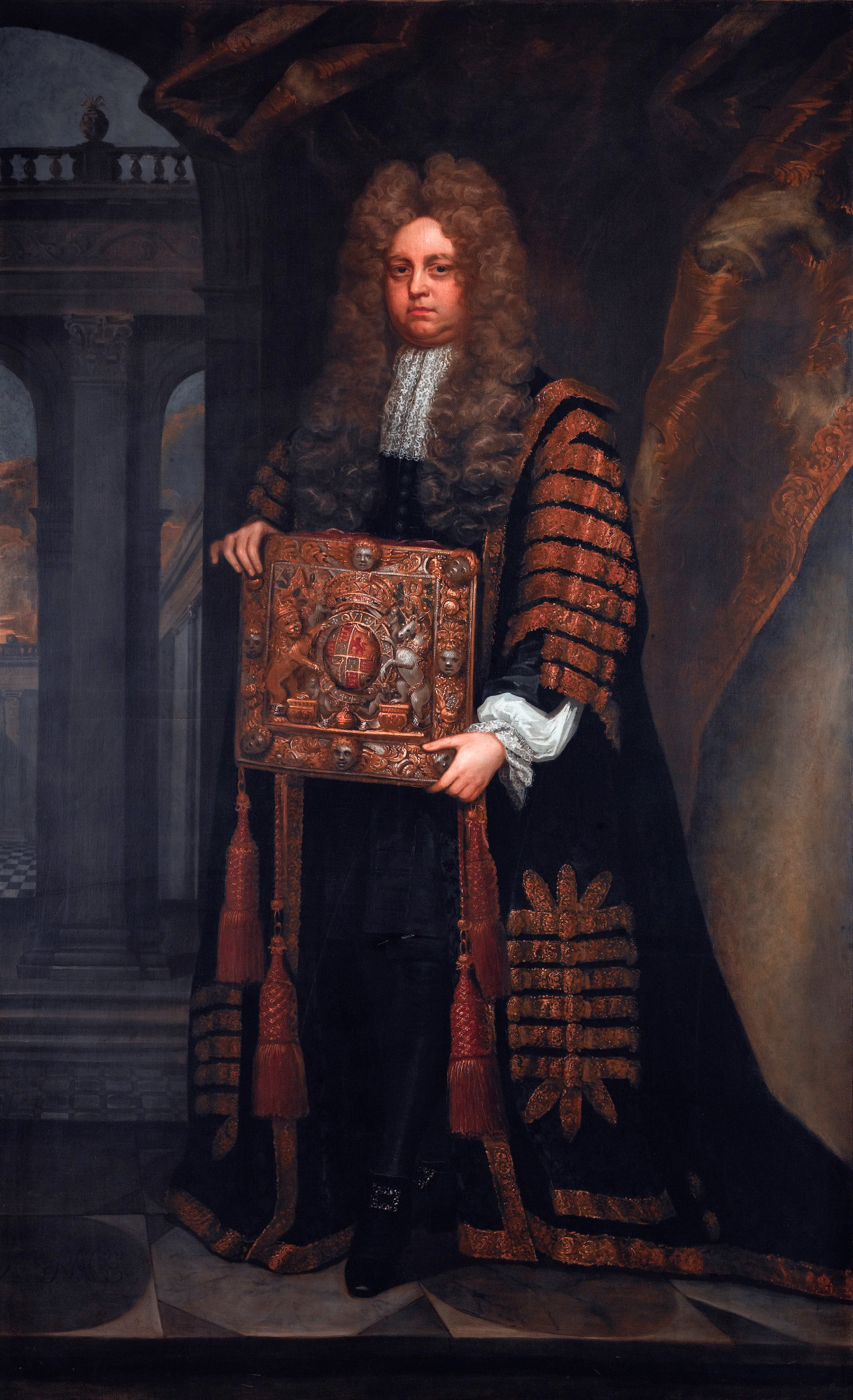
Nathan Wright, 1700 portrait par A. Grace.

Sir Nathan Wright (1654-1721) est un juge anglais, Lord Keeper du grand sceau, sous le roi Guillaume III d'Orange-Nassau et la reine Anne. Il offense la Chambre des communes par son usage de l'habeas corpus en 1704 et perd ses fonctions en 1705.

## Biographie
Fils aîné d'Ezekiel Wright, recteur de Thurcaston, Leicestershire et fils de Robert Wright, et de son épouse Dorothy, deuxième fille de John Oneby de Hinckley dans le même comté, il est né le 10 février 1654. En 1668, il entre au Emmanuel College de Cambridge, mais quitte l'université sans diplôme . En 1670, il est admis au Inner Temple, où il est admis au barreau le 29 novembre 1677, et élu conseiller en 1692.
À la mort de son père en 1668, il hérite suffisamment pour lui permettre de se marier tôt et d'avoir un statut dans son comté natal. Il est nommé au bureau d'enregistrement de Leicester en 1680, mais perd le poste lors de la reddition de la charte de l'arrondissement en 1684. Il est réintégré dans ses fonctions lors de sa restauration en 1688. La même année, il est élu greffier adjoint de Nottingham et est avocat adjoint de la Couronne dans le procès des sept évêques (29 juin). Le 11 avril 1692, il est appelé au grade de sergent. Le 16 décembre 1696, il se fait connaître par son discours en tant que conseil de la Couronne dans la procédure contre John Fenwick (3e baronnet) à la Chambre des Lords; et peu de temps avant le début du mandat de Hilary 1696-1677, il est fait sergent de roi et  chevalier .
Il ouvre le dossier contre Edward Rich (6e comte de Warwick) lors de son procès le 28 mars 1699 pour le meurtre de Richard Coote. Il mène le 12 octobre 1699 la poursuite de Mary Butler, alias Strickland, pour faux; et est l'un des avocats d'Henry Howard (7e duc de Norfolk) dans la procédure sur son projet de loi de divorce en mars 1700. La même année, on lui propose le grand sceau, pour succéder à Lord Somers. Il accepte et est nommé Lord gardien et admis au conseil privé le 21 mai. Il prend ses fonctions de président de la Chambre des lords le 20 juin suivant, et prête les serments et déclarations le 10 février 1701 .
Il est l'un des Lord Justice nommé le 27 juin 1700, et de nouveau le 28 juin 1701, pour agir comme régents pendant l'absence du roi du royaume. Il est également membre d'office de la chambre de commerce. Il préside la procédure engagée contre Somers et les autres lords pour lesquels il est demandé de fixer la responsabilité de la négociation du deuxième traité de partage. Il reste en fonction lors de l'accession au trône de la reine Anne. Il prononce le 31 juillet 1702 le décret portant dissolution de l'hôpital Savoy et préside la commission qui, le 22 octobre suivant, se réunit pour discuter des termes de l'union projetée avec l'Écosse mais n'accomplit rien .
Sans expérience en chancellerie, Wright travaille à partir d'un manuel de pratique compilé pour son usage; mais son soin entraîne une accumulation d'arriérés. Il exclut Somers avec d'autres magnats whig de la commission de la paix, et est attaqué à la Chambre des communes (31 mars 1704). Il est cependant considéré comme un juge honnête. Son intervention, par l'émission de brefs d'habeas corpus (8 mars 1705), au nom des deux avocats commis par la Chambre des communes pour avoir plaidé la cause des plaignants dans le dossier électoral d'Aylesbury est courageux. La Chambre des communes dit au sergent d'armes de ne pas appliquer les brefs et aurait peut-être procédé à l'accusation du Lord gardien, mais une prorogation met fin à l'affaire.
La coalition de l'automne 1705, entre Marlborough et Sidney Godolphin et la junte whig, est scellée par le limogeage de Wright, désormais en disgrâce auprès des deux parties, et son remplacement (11 octobre) par William Cowper. Il devient un magnat du comté. Son siège principal est à Caldecote (Warwickshire), mais il a également des domaines à Hartshill, Belgrave et Brooksby dans le Leicestershire .
Wright meurt à Caldecote le 4 août 1721 et est enterré dans l'église de Caldecote .

## Famille
En 1676, Nathan Wright épouse Elizabeth Ashby, la deuxième fille de George Ashby de Quenby, Leicestershire, avec qui il a six fils et quatre filles , dont :
- George Wright, le fils aîné, achète le manoir de Gayhurst, Buckinghamshire, qui est resté dans la famille jusqu'au XIXe siècle.
- Rev. Nathan Wright d'Englefield House, le deuxième fils, qui épouse Ann Paulet, fille unique de Lord Francis Paulet [3],[4]
- Dorothy Wright, qui épouse Harry Grey (3e comte de Stamford) et est la mère de Harry Grey (4e comte de Stamford).